# Genevoise
 (juillet 2022).
La genevoise fut la monnaie officielle de Genève entre 1794 et 1795. Elle était subdivisée en 10 décimes. La genevoise a remplacé et a été remplacée par le thaler[réf. nécessaire].

## Pièces de monnaie
En 1794, des pièces d'argent furent émises en dénominations de un demi, un décime et une genevoise[réf. nécessaire].